# Lekkoatletyka na Igrzyskach Imperium Brytyjskiego 1930 – bieg na 880 jardów mężczyzn

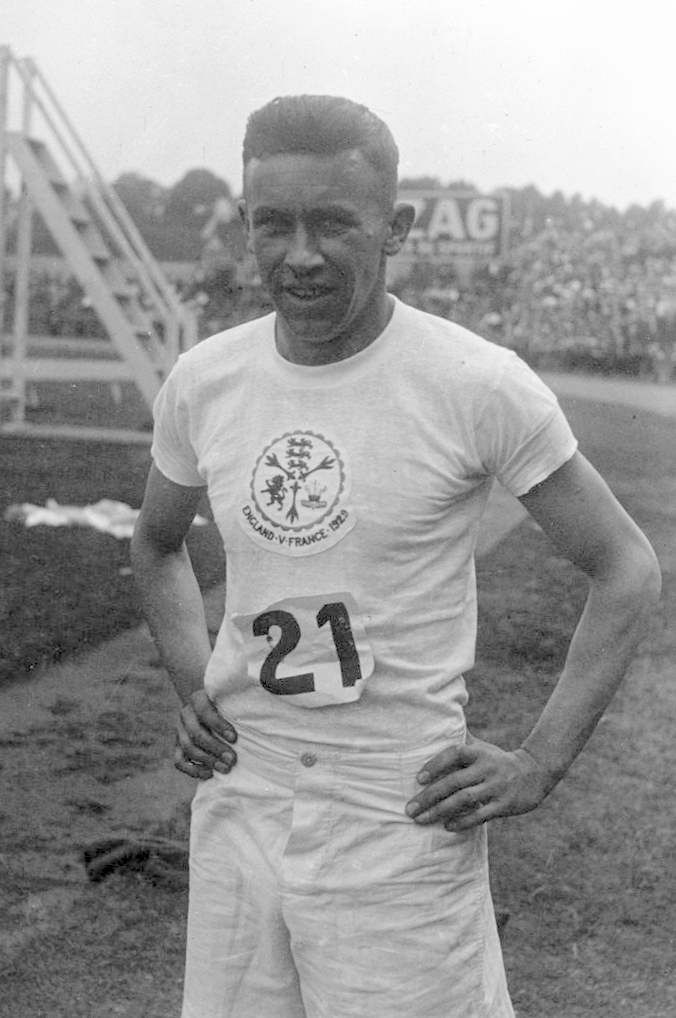
Reg Thomas (1929)

Bieg na dystansie 880 jardów mężczyzn był jedną z konkurencji lekkoatletycznych rozgrywanych podczas I Igrzyskach Imperium Brytyjskiego w 1930 roku w kanadyjskim mieście Hamilton. Zwycięzcą tej konkurencji został reprezentant Anglii Thomas Hampson. W rywalizacji wzięło udział siedemnastu zawodników z siedmiu reprezentacji.

## Finał
| Place | Athlete            | Time   |
| ----- | ------------------ | ------ |
| 1     | Thomas Hampson     | 1:52,4 |
| 2     | Reg Thomas         | 1:54,8 |
| 3     | Alex Wilson        | 1:54,9 |
| 4     | John Chandler      | 1:56,8 |
| 5     | Phil Edwards       | b. d.  |
| 6     | Henry Townend      | b. d.  |
| 7     | Michael Gutteridge | b. d.  |
| 8     | Percy Pickard      | b. d.  |

## Zawodnicy którzy odpadli w fazie eliminacyjnej
- Herbert Bascombe – piąty w pierwszym biegu eliminacyjnym
- Brant Little – szósty w pierwszym biegu eliminacyjnym
- R. MacDougall – 7-8 w pierwszym biegu eliminacyjnym
- W. Dickson – 7-8 pierwszym biegu eliminacyjnym
- William Whyte – 5-8 w drugim biegu eliminacyjnym
- W. Johnson – 5-8 w drugim biegu eliminacyjnym
- M. O'Malley – 5-8 w drugim biegu eliminacyjnym
- Thomas Riddel – 5-8 w drugim biegu eliminacyjnym
- George Golding – nie ukończył biegu eliminacyjnego